# Identi.ca
identi.ca ist ein Mikroblogging-Dienst und ein soziales Netzwerk. Es nutzt den offenen Standard OStatus (vormals OpenMicroBlogging) und war die Referenzimplementierung und bedeutendste Plattform für die freie Software StatusNet. Seit Juli 2013 nutzt identi.ca die Software pump.io.

## Entwicklung
Gegründet wurde die Plattform von Evan Prodromou, der zuvor auch das Reisewiki Wikitravel mitgegründet hatte. Der Dienst startete am 2. Juli 2008. Bereits innerhalb der ersten 24 Stunden registrierten sich 8.000 Nutzer und es wurden 19.000 Nachrichten versendet. Mit einem Anteil von knapp einem Drittel stammten 2009 die meisten identi.ca-Nutzer aus Deutschland. Bis Juli 2012 registrierten sich etwa 900.000 Benutzer, die zusammen 100 Millionen Nachrichten verschickten.
Im Januar 2009 erhielt identi.ca Kapital von der Investmentgruppe Montreal Start Up, die üblicherweise zwischen 120.000 und 320.000 Dollar investiert. Am 30. März 2009 wurde bekanntgegeben, dass identi.ca voraussichtlich ab Mai 2009 als freier Dienst unter dem Dach des neuen freien, kostenpflichtigen Microblogging-Dienstes StatusNet fortgeführt werde. Betreiber bleibe „Control Yourself“. StatusNet biete das Hosting von Microblogging-Diensten unter einer frei wählbaren Subdomain an. Auch bei dem kostenpflichtigen Angebot werde standardmäßig die Lizenz „Creative Commons Attribution 3.0“ verwendet; die Kunden könnten jedoch auch eine andere Lizenz wählen.
Seit April 2013 ist es nicht mehr möglich, sich für identi.ca zu registrieren. Der Dienst wird jedoch weiterhin betrieben.

## Freier und offener Dienst
identi.ca sah sich als offene Alternative zum bekanntesten Mikro-Blogging-Dienst Twitter. Alle auf identi.ca veröffentlichten Notizen müssen unter der Creative-Commons-Lizenz „Creative Commons Namensnennung 3.0“ freigegeben werden. Allerdings ist durch die Umstellung auf pump.io die Ähnlichkeit zu Twitter weitgehend verschwunden: pump.io kennt keine Hashtags und keine Beschränkung auf 140 Zeichen. Auch die aus Status.net bekannten Gruppen fehlen.